# UFC 114
UFC 114: Rampage vs. Evans foi um evento de artes marciais mistas organizado pelo Ultimate Fighting Championship em 29 de maio de 2010 no MGM Grand Garden Arena em Las Vegas, Nevada.

## Bônus da Noite
Os lutadores ganharam U$65,000 de bonificação.
- Luta da Noite:  Antônio Rogério Nogueira vs.  Jason Brilz
- Nocaute da Noite:  Mike Russow
- Finalização da Noite:  Ryan Jensen